# Gmina Derjan
Gmina Derjan (alb. Komuna Derjan) – gmina  położona w środkowej części Albanii. Administracyjnie należy do okręgu Mat w obwodzie Dibra. W 2011 roku populacja gminy wynosiła 1102 w tym 555 kobiet oraz 547 mężczyzn, z czego Albańczycy stanowili 97,84% mieszkańców.
W skład gminy wchodzi sześć miejscowości: Derjan, Urxalle, Barbulloje, Dukagjini, Gjoçaj, Lam i Madh.